# Kabinett Giammattei

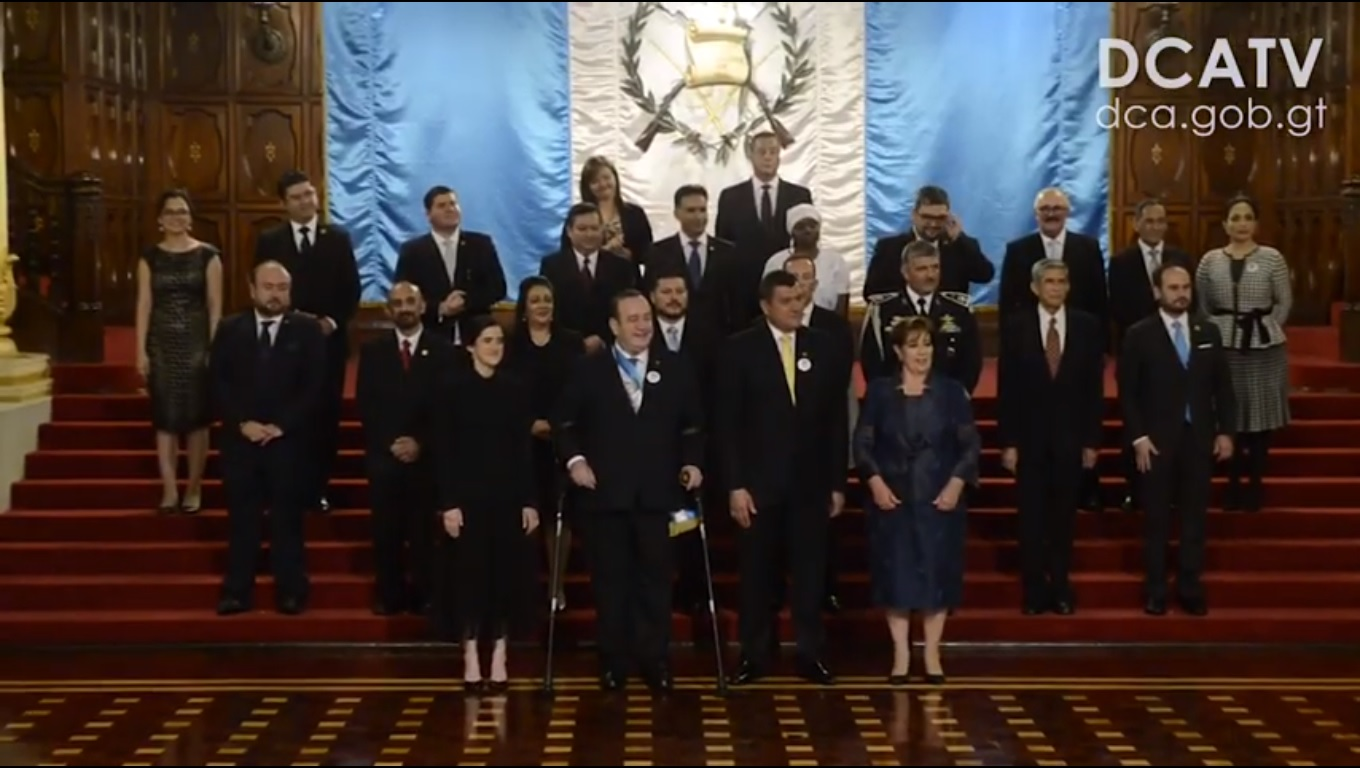
Das Kabinett

Das Kabinett Giammattei bildete vom 14. Januar 2020 bis zum 15. Januar 2024 die Regierung von Guatemala. Es wurde vom Kabinett Arévalo abgelöst und löste das Kabinett Jimmy Morales ab. 

## Kabinettsmitglieder
| Amt                                                       | Bild | Name                                        | Amtszeit                               |
| --------------------------------------------------------- | ---- | ------------------------------------------- | -------------------------------------- |
| Präsident                                                 |      | Alejandro Giammattei                        | Seit 14. Januar 2020                   |
| Vizepräsident                                             |      | Guillermo Castillo Reyes                    | Seit 14. Januar 2020                   |
| Minister für Landwirtschaft, Viehzucht und Ernährung      |      | Óscar David Bonilla Aguirre                 | 14. Januar 2020 bis 14. April 2020     |
| Minister für Landwirtschaft, Viehzucht und Ernährung      |      | José Ángel López Camposeco                  | 14. April 2020 bis 15. November 2022   |
| Minister für Landwirtschaft, Viehzucht und Ernährung      |      | Edgar René de León Moreno                   | Seit 15. November 2022                 |
| Minister für Umwelt und natürliche Ressourcen             |      | Mario Roberto Rojas Espino                  | 14. Januar 2020 bis 17. Oktober 2022   |
| Minister für Umwelt und natürliche Ressourcen             |      | Gerson Elías Barrios Garrido                | Seit 17. Oktober 2022                  |
| Minister für Kommunikation, Infrastruktur und Wohnungsbau |      | Josué Edmundo Lemus Cifuentes               | 14. Januar 2020 bis 29. Juni 2021      |
| Minister für Kommunikation, Infrastruktur und Wohnungsbau |      | Javier Maldonado Quiñónez                   | Seit 1. Juli 2022                      |
| Minister/in für Kultur und Sport                          |      | Lidiette Silvana Amarilis Martínez Cayetano | 14. Januar 2020 bis 10. September 2020 |
| Minister/in für Kultur und Sport                          |      | Felipe Amado Aguilar Marroquín              | Seit 10. September 2020                |
| Minister für Landesverteidigung                           |      | Juan Carlos Alemán Soto                     | 14. Januar 2020 bis 21. Dezember 2021  |
| Minister für Landesverteidigung                           |      | Henry Yovani Reyes Chigua                   | Seit 21. Dezember 2021                 |
| Minister für soziale Entwicklung                          |      | Raúl Romero Segura                          | 14. Januar 2020 bis 17. Oktober 2022   |
| Minister für soziale Entwicklung                          |      | Héctor Melvyn Caná Rivera                   | Seit 17. Oktober 2022                  |
| Minister für Wirtschaft                                   |      | Roberto Antonio Malouf Morales              | 14. Januar 2020 bis 11. März 2022      |
| Minister für Wirtschaft                                   |      | Janio Moacyr Rosales Alegría                | Seit 11. März 2022                     |
| Ministerin für Bildung                                    |      | Claudia Patricia Ruiz Casasola de Estrada   | Seit 14. Januar 2020                   |
| Minister für Energie und Bergbau                          |      | Alberto Pimentel Mata                       | Seit 14. Januar 2020                   |
| Minister für öffentliche Finanzen                         |      | Alvaro González Ricci                       | 14. Januar 2020 bis 30. September 2022 |
| Minister für öffentliche Finanzen                         |      | Edwin Oswaldo Martínez Cameros              | Seit 30. September 2022                |
| Minister für Inneres                                      |      | Edgar Leonel Godoy Samayoa                  | 14. Januar 2020 bis 4. Juni 2020       |
| Minister für Inneres                                      |      | Oliverio García Rodas                       | 4. Juni 2020 bis 3. November 2020      |
| Minister für Inneres                                      |      | Gendri Rocael Reyes Mazariegos              | 19. November 2020 bis 25. Januar 2022  |
| Minister für Inneres                                      |      | David Napoleón Barrientos Girón             | Seit 25. Januar 2022                   |
| Minister für Auswärtige Angelegenheiten                   |      | Pedro Brolo                                 | 14. Januar 2020 bis 31. Januar 2022    |
| Minister für Auswärtige Angelegenheiten                   |      | Mario Búcaro Flores                         | Seit 1. Februar 2022                   |
| Minister/in für Gesundheit und Sozialhilfe                |      | Hugo Roberto Monroy Castillo                | 14. Januar 2020 bis 19. Juni 2020      |
| Minister/in für Gesundheit und Sozialhilfe                |      | María Amelia Flores González                | 19. Juni 2020 bis 16. September 2021   |
| Minister/in für Gesundheit und Sozialhilfe                |      | Francisco José Coma Martín                  | Seit 16. September 2021                |
| Minister für Arbeit und Soziales                          |      | Rafael Alberto Lobos Madrid                 | 14. Januar 2020 bis 1. Juli 2020       |
| Minister für Arbeit und Soziales                          |      | Rafael Eugenio Rodríguez Pellecer           | Seit 1. Juli 2020                      |